# The Drilling Company of 1972
The Drilling Company of 1972 A/S grundades i april 2019. A.P. Møller-Mærsk A/S bolagsstämma beslöt den 2 april 2019 att genomföra en avknoppning av A.P. Møller-Mærsks dotterbolag för olje- och gasprospektering och -utvinning och att bilda ett börsnoterat aktiebolag. Aktien började handlas på Köpenhamnsbörsen den 4 april 2019.
Föregångaren Maersk Drilling grundades 1972 som en del av A.P. Møller–Maersk.